# サガラとキヨトの乃木坂ぷぷぷ
『サガラとキヨトの乃木坂ぷぷぷ』（サガラとキヨトののぎざかぷぷぷ）は、乃木坂46の相楽伊織とバッドボーイズの清人が、乃木坂46の埼玉県出身メンバーをゲストに「ぷぷぷ」と笑えるものを提供する自由でゆるく、ハードルの低い脱力系バラエティ番組。2015年10月11日（10日深夜）から11月22日（21日深夜）までテレビ埼玉で放送。2015年11月27日、テレビ埼玉の公式ホームページで番組終了が発表された。

## 概要
乃木坂46の相楽伊織がお笑い好きであることから、こんにち勢いのある乃木坂46に乗じてアイドルと芸人を組み合わせるという王道的発想により、毎週お笑い芸人を集めて「ぷぷぷ」と笑えるネタを披露することがゆるい感じで決定した番組。番組では、お笑い芸人のネタ披露、フリートークの「ぷぷぷ話」、乃木坂46が評価する「ぷぷぷVTR」、お買い物ロケなどを通じて「ぷぷぷ」と笑えるものを紹介する。

## 出演者
MC
- 清人（きよと）：ディレクターと癒着し、MCを務める[2]。この番組を長寿番組化し、50代になったら日暮里で相楽伊織とスナックをひらくのが野望であるが、乃木坂46で推したいメンバーは白石麻衣[6]。
- 相楽伊織（さがら いおり）：草加煎餅が好きで広めたい[1]。みんなが知らない芸人も紹介したい[1]。推したい芸人はラフレクラン[1]。松岡茉優のようなバラエティのMCもできる人物を目指している[1]。口癖は「なんか」[7]、イルカは英語でフィンドル[5]。

週替わりMC
- 秋元真夏（あきもと まなつ）：相楽伊織を心配しつつ虎視眈々とMCの座を狙う[6]、自称今アイドル界一番かわいいメンバー[8]。
- 井上小百合（いのうえ さゆり）[9]
- 斎藤ちはる（さいとう ちはる）[9]
- 佐々木琴子（ささき ことこ）[9]
- 新内眞衣（しんうち まい）[9]
- 中田花奈（なかだ かな）：相楽伊織をイジりつつ支え[10]、みんなが「埼玉に行こう!」と思ってくれる番組にしたい[11]。

## 放送時間
| 放送期間                  | 放送日時                       | 放送局     | 対象地域 | 備考                       |
| ------------------------- | ------------------------------ | ---------- | -------- | -------------------------- |
| 2015年10月11日 - 11月22日 | 日曜日 0:30 - 1:00（土曜深夜） | テレビ埼玉 | 埼玉県   | 地上デジタルテレビ放送 3ch |

## 放送日程
| 回 | 放送日   | 週替わりMC        | 週替わりナレーション | ゲスト                                                            |
| -- | -------- | ----------------- | -------------------- | ----------------------------------------------------------------- |
| 1  | 10月10日 | 秋元真夏 中田花奈 | 衛藤美彩             |                                                                   |
| 2  | 10月17日 | 秋元真夏 中田花奈 | 白石麻衣             | プー&ムー、フルーツおじさんとっしー、ギンナナ、ランパンプス       |
| 3  | 10月24日 | 秋元真夏 中田花奈 | 井上小百合           | シューマッハ、ラフ・コントロール、ゆんぼだんぷ、池袋芸人          |
| 4  | 10月31日 | 秋元真夏 中田花奈 | 新内眞衣             | ヤングウッズ、ぺぺ、三浦マイルド、ゆにばーす                      |
| 5  | 11月07日 | 秋元真夏 中田花奈 | 佐々木琴子           | キャッチ、湘南デストラーデ、どりあんず                            |
| 6  | 11月14日 | 秋元真夏 中田花奈 | 斎藤ちはる           | 怪獣、プー&ムー、佐田正樹（バッドボーイズ）、くっきー（野性爆弾） |
| 7  | 11月21日 |                   |                      | 斎藤ちはる、佐々木琴子、新内眞衣、中田花奈                        |

## スタッフ
- 技術協力：SWISH JAPAN[要出典]
- 総合演出：八島崇行[要出典]
- 制作協力：フーリンラージ合同会社[13]
- ディレクター：安井啓太[14]
- プロデューサー：森田篤[15]
- エグゼクティブプロデューサー：木村文英[要出典]